# Springfield Model 1892–99
Springfield M1892-99 — американская лицензионная версия винтовки Краг-Йоргенсен, которая почти не отличалась от норвежского оригинала. Винтовка была разработана в 1886 году, использовалась в 1892—1907 годы и ограниченно до 1918 года. Достаточно долго была основным оружием армии США, однако после Первой мировой войны была полностью заменена на винтовки Спрингфилд М1903.
Принимала участие в Испано-Американской войне, Филиппино-Американской войне, Мексиканской революции, Боксерском восстании и ограниченно в Первой мировой войне.
Всего было выпущено около 500 000 штук под патрон 30-40 Krag. Скорострельность винтовки 20-30 выстрелов в минуту. Эффективная дальность боя 900 метров.

## Сравнение с винтовкой Краг-Йоргенсен
Американская версия сохранила почти все от норвежской винтовки, дизайн, патрон, способ перезарядки и т. д..

## Система заряжания
Патроны вставлялись пачкой не в затвор, как на других винтовках, а вкладывались в специальный короб, выступающий вправо, после взвода затвора патроны из короба по одному попадали в патронник.

## Недостатки
Уже после войны с Испанией стало ясно, что патрон 30-40 Краг явно уступает испанскому и по мощности и по другим характеристикам. Сама винтовка уступала испанскому Маузеру. Из-за этого и появилась винтовка Springfield M1903, которая позже заменила устаревшую модель.

## Модели
- Springfield M1892—99 (U.S Magazine Rifle, Model 1892) — магазинная винтовка системы Крага-Йоргенсена под патрон .30-40. Вес: 4,24 кг. Длина ствола: 762 мм. Прицельные приспособления включали открытую мушку и ступенчато-рамочный прицел до 1700 м[1].
- M1896 Rifle — винтовка образца 1896 года с разборным шомполом[1].
- M1896 Cadet Rifle — винтовка образца 1896 года, выпускавшаяся небольшой серией. Вес: 4,06 кг. Прицел на 1600 м[1].
- M1896 Carbine — кавалерийский карабин образца 1896 года. Вес: 3,45 кг. Длина ствола: 660 мм. Прицел размечен до 1800 м[2].
- M1898 Rifle — винтовка образца 1898 года с упрощённой технологией производства и прицелом Диксона, размеченным до 1800 м[2].
- M1898 Carbine — карабин образца 1898 года с упрощённой технологией производства и прицелом Диксона, размеченным до 1800 м[2].
- M1898 Gallery Practice Rifle — учебная винтовка под патрон .22 калибра[2].
- M1899 Carbine — карабин с удлинённым цевьём и ствольной накладкой[3].
- M1906 Constabulary carbine — карабин, созданный путём укорачивания ствола стандартной винтовки до 560 мм. Предназначался для филиппинской полиции. Вес: 3,64 кг. Производился до 1914 года[3].